# Letenye
Letenye (chorvatsky Letinja, slovinsky Letina) je okresním městem okresu Letenye, v župě Zala v jihozápadním Maďarsku. V roce 2017 zde žilo 4 041 obyvatel. Rozloha města je 41,72 km².

## Poloha
Letenye leží v jihozápadním Maďarsku. Nadmořská výška je v rozmezí 140–175 m. Od župního města Zalaegerszegu je vzdáleno přibližně 60 km. Do Budapešti je to asi 230 km po dálnici M7 (E65 a E71), která prochází podél jižního okraje města. Zhruba 3 km západně od města je na dálnici hraniční přechod Letenye-Gorican, přes který se vjíždí do Chorvatska. Před hraničním přechodem odbočuje z dálnice M7 směrem na severozápad dálnice M70 (E653), která vede do Slovinska. Nejbližší železniční stanice je v sousedním okresním městě Nagykanizsa, které je vzdáleno zhruba 22 km. Město Letenye leží asi 3 km severně od břehů řeky Mur, která zde tvoří hranici s Chorvatskem.

## Historie
První zmínka o městě se datuje od roku 1341. Obec získala v roce 1367 právo trhu, v roce 1498 byla povýšena na město. Během tureckých nájezdů na konci 17. století byla obec několikrát zpustošena a město ztratilo svůj význam. Později bylo obyvatelstvo také postiženo morem. V letech 1871–1971 bylo místo sídlem oblasti a od roku 1989 bylo povýšeno na město. Od počátku roku 2013 je Letenye okresním městem.

## Zajímavosti
- Zámek Szapáry-Andrássy
- Římskokatolický kostel Nejsvětější Trojice
- Termální lázně

## Partnerská města
- Conselice, Itálie
- Prelog, Chorvatsko
- Prinzersdorf, Rakousko